# Blastobotrys peoriensis
Blastobotrys peoriensis är en svampart som beskrevs av Kurtzman 2007. Blastobotrys peoriensis ingår i släktet Blastobotrys och familjen Trichomonascaceae.   Inga underarter finns listade i Catalogue of Life.